# 巴拉巴
巴拉巴（希伯來語：‎）天主教譯為巴辣巴，《新約聖經》記載的一名强盜，可能其實只是一個普通罪犯。
根據描述，羅馬帝國駐猶太的彼拉多長官（總督）彼拉多想釋放耶穌，便將他與耶穌一同帶到猶太人群眾前，詢問二者中釋放哪一位，眾人因受祭司的煽惑而選了巴拉巴，耶穌則被判處死刑。雖然《聖經·新約》對巴拉巴的描述很少，但巴拉巴卻是與《聖經》有關藝術作品中的熱門題材之一。
瑞典作家拉格奎斯特（Pär Lagerkvist）曾以巴拉巴作為題材，寫成了《大盜巴拉巴》一書。在1951年，拉格奎斯特憑此作品奪得諾貝爾文學獎。